# Janet Barnett
Pour les articles homonymes, voir Barnett.
Janet Heine Barnett est une mathématicienne américaine, professeure de mathématiques à l'université d'État du Colorado à Pueblo (en), intéressée par la théorie des ensembles, la logique mathématique, l'histoire des mathématiques, les femmes en mathématiques et l'enseignement des mathématiques.

## Éducation et carrière
Janet Barnett est originaire de Pueblo, au Colorado. Elle fait ses études de premier cycle à l'université d'État du Colorado, entrant comme étudiante en ingénierie mais passant à une double majeure en mathématiques et en sciences humaines. Elle est diplômée en 1981, puis elle sert dans le Corps de la paix et enseigne les mathématiques à Bambari en République centrafricaine de 1982 à 1984, et, ce faisant, a découvert son intérêt pour l'enseignement des mathématiques.  
Elle obtient son doctorat en 1990 à l'université du Colorado à Boulder. Sa thèse, intitulée Random Reals, Cohen Reals and Variants of Martin's Axioms, concerne la théorie des ensembles et est supervisée par Richard Laver (en). La même année, elle rejoint l'université d'État du Colorado à Pueblo (en).

## Prix et distinctions
Janet Barnett reçoit en 2015 le prix Burton W. Jones de la Mathematical Association of America. En 2017, elle est lauréate du prix Haimo, pour l'excellence de son enseignement,. Le prix a reconnu en particulier son travail dans l'intégration de l'histoire des mathématiques, le recours à des sources originales dans l'enseignement des mathématiques, et son mentorat de professeurs de mathématiques.